# イギリスの運河

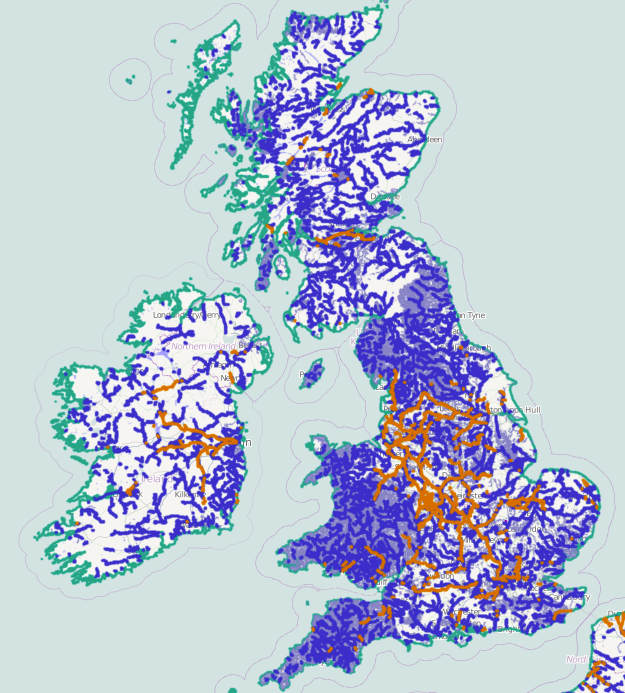
イギリスの運河（橙色）。河川は青色

この項目では、イギリスの運河、特にグレートブリテン島の運河について解説する。イギリスの運河は灌漑や運輸への利用に始まり、産業革命の焦点となったり、現在のように観光に利用されるなど色鮮やかな歴史を持っている。一時は廃れた時代もあったものの、今日イギリスの運河はふたたび脚光を浴びており、放棄・閉鎖された運河がふたたび開かれ、新しい運河さえも建造されている。
イギリスの国内貨物輸送においては、1971年から現在までに、水運による輸送量は鉄道輸送を上回るシェアを持つ（トンキロ換算）。

## 商業運河の歴史

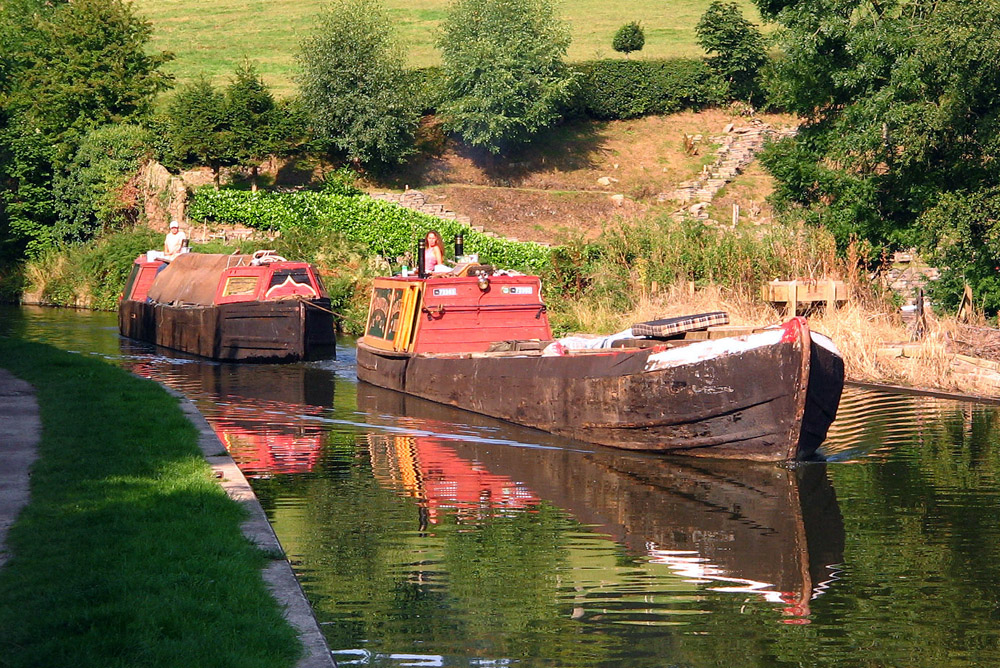
伝統的な運河用ボート

グレートブリテン島における運河は、ローマ帝国の支配下において用いられたものが始まりで、これは主に灌漑用として使用された。しかし、河川を繋ぐ形でフォスダイク運河など運航用の運河もいくつか作られ、増加する内陸の水運需要に対応していた。
しかし、これらの運河は排水用の水路と構造がほとんど変わらず、今日我々が考える運河とは性格が異なる。
グレートブリテン島の輸送用水路のネットワークは、（新規運河の工事よりも、既存の河川を運輸可能に整備する形で）ゆっくり着実に整備されていった。
水門と曳道を備えた最初の運河は1564年から1567年にかけてエクセターに建設された。エクセター運河は幅16フィート、水深3フィート、総延長3マイルと規模は小さいが、閘門を3ヶ所持つ当時としては注目すべき工事だった。
18世紀になり産業運輸の需要が高まると爆発的に発展した（運河時代を参照）。当時の道路は大量輸送に適さなかったため、運河は産業革命の進捗の鍵であったのだ。馬車鉄道による大量輸送のシステムは出来上がっていたが、（特に、陶器類などのマニュファクチュアによる壊れやすい製品の）大量輸送を素早く行える大径車運行に適した道路は少なかった。運河用ボートは陸路よりもはるかに早く、大量の荷物を安全に運ぶことが出来た。ブリッジウォーター運河（イギリス初の近代的人工運河）の成功に続き、産業の中心地・町・港などを繋ぐ運河が造られ、大量の資源（石炭や材木）や製品を運んだ。これらの運河は企業家だけではなく一般家庭にも巨大な利益をもたらした。例えばマンチェスターでは、ブリッジウォーター運河の開通以来石炭の価格が75%以下に下落している。
18世紀終わりから19世紀初めにかけて産業革命が本格化すると、運河は大いに繁栄し、様々な技術的変革を経験した。初期の運河は丘陵を迂回する形で作られていたが、後には閘門（ロック）によって登り・下りかかわらずに運航するようになり、さらに後には、長い水路橋で谷を、長く深いトンネルで丘を直進するようになった。
だが、19世紀半ばより鉄道が運河の代わりに使われるようになった。これは特に7フィート(約2.1メートル)の標準狭路の閘門・橋において顕著であった。より早く、より安く、より多く運べるといった、列車やその他陸上運輸の利点が増え、陸上運輸は経営的に利用しやすくなった。運河のネットワークは下火になり、多くは鉄道会社に買い取られることになった。狭路の運河は、雑草に覆われて泥やゴミが沈殿したり、鉄道に改装されたりして使われなくなった。
その後、イギリスの運河は広路運河の建設ラッシュ（カレドニア運河やマンチェスター船舶運河など）や、アイラー&キャルダーカンパニーのバーソロミューによる、ヨークシャー炭坑よりアイラー・キャルダー航路を通って運んだ石炭をグール港の外洋船に直接積み込める19両の石炭運搬船「トム・プディング」の創設（その後継である、3両の艀（はしけ）を引き、アイラー駅でジャンパーに直接石炭を積み込むハグリーヴァスのタグボートは2004年まで運航した）といった発明・技術革新を経た。しかしながら、1905年のヨークシャー（現在は南ヨークシャー）のニュー・ジャンクション運河の建設を最後に、20世紀の終わりまで新しい運河が建設されることはなかった。競争が激化するにつれて、馬が引くナロウボートは動力なしの艀を引くディーゼル船に取って代わられ、船夫は陸上の家を捨て、船をすぐ動かすことができ、宿泊コストも減らせる水上生活を行うようになった。これがいわゆるボートマンズ・キャビンの始まりである。
通行料金が着実に安くなっていったことからも分かるように、水上での腐らないもの、生き物以外、大量のものの輸送はまだいくらかの水上交通網では有効であった。だが狭路での商業運輸は、1962年から1963年の冬についに死刑宣告が降りた。長く厳しい冷気によって運河が3ヶ月の間凍結してしまったのである。いままで運河を利用していた顧客も、信頼性の高い車道や鉄道に切り替えてしまい、二度と運河を利用しなくなった。私有運河には（マンチェスター船舶運河など）なお利用可能なものがあり、発展の望みもあったが、港やトラックのコンテナ化により水路は使われなくなった。陸上水運への大規模投資は、1980年代初めのシェフィールド・ヨークシャー運河の、ヨーロッパ標準の貨物船に対応するための拡張工事のためのものであったが、1980年代の不況によって実現されなかった。休日にナロウボートを楽しむような人々によって評価されるかもしれないという、当時は取るに足りないと思われていた希望は、北海を渡ってライン川とドンカスターを行き来する艀のための閘門の設置によって、あやうく失われてしまうところであった。今日、マンチェスター船舶運河でさえサルフォードのドックへ運航する貨物船を運航していない。サルフォードは非現実的な「水運の未来」ではなく、波止場や倉庫を住宅やオフィス、文化施設に取り替えることで、サルフォード・キーとして再開発された。

## レジャー利用の成長
20世紀後半になると物資輸送の手段として運河が使われることはなくなったが、運河の歴史的価値やレジャーとしての活用の可能性が注目されるようになった。これはL.T.C.ロルトの影響が大きい。ロルトの書いた『ナロウボート（Narrowboat）』は1944年に書かれた旅行記で、ナロウボートのクレッシー号での旅について書かれている。この変化のカギとなったのが内陸水運協会（Inland Waterways Association）の設立と、長い間レジャーボート事業に携わっていたノーフォーク・ブローズに続く形で作られた、新興ウィークリーレンタルボート会社である。運河を管轄するイギリス水路庁（British Waterways Board）は、1960年代後半から、解体した事業用ボートから造り直した多くのレンタルボートを動員してこの流れを支援した。
行楽客はナロウボートを借りて運河を遊覧し、通る町や村を訪れるようになった。ボートを買って週末の気晴らしに出かけたり、時には長旅にも出るようになった。休日を運河で過ごすというコンセプトは、湖での休暇を扱う大企業が、パンフレットに運河のボート場を加えるようになってより広まった。運河旅行は自然を楽しむことができ、コストも自給的な旅行並みに抑えられ、景観にもロンドン内からスコットランドの高原までバラエティがあるため大人気となった。このように評判が高まると、地方の運河関係者はこれを盾にして1960年代の、商業的に望みのない運河を閉鎖しようとする政府の提案に抵抗し、また「目障りな運河を埋めろ」「殺人運河を閉鎖せよ（運河に落ちた者がいたため）」などと主張する地方自治体や新聞に対抗した。それから間もなくして熱心なボランティアが、公式には解放されているが使えない運河を修復したり、さらには閉鎖された運河も修復して政府に運河の使用可能性を申請するようにさえなった。

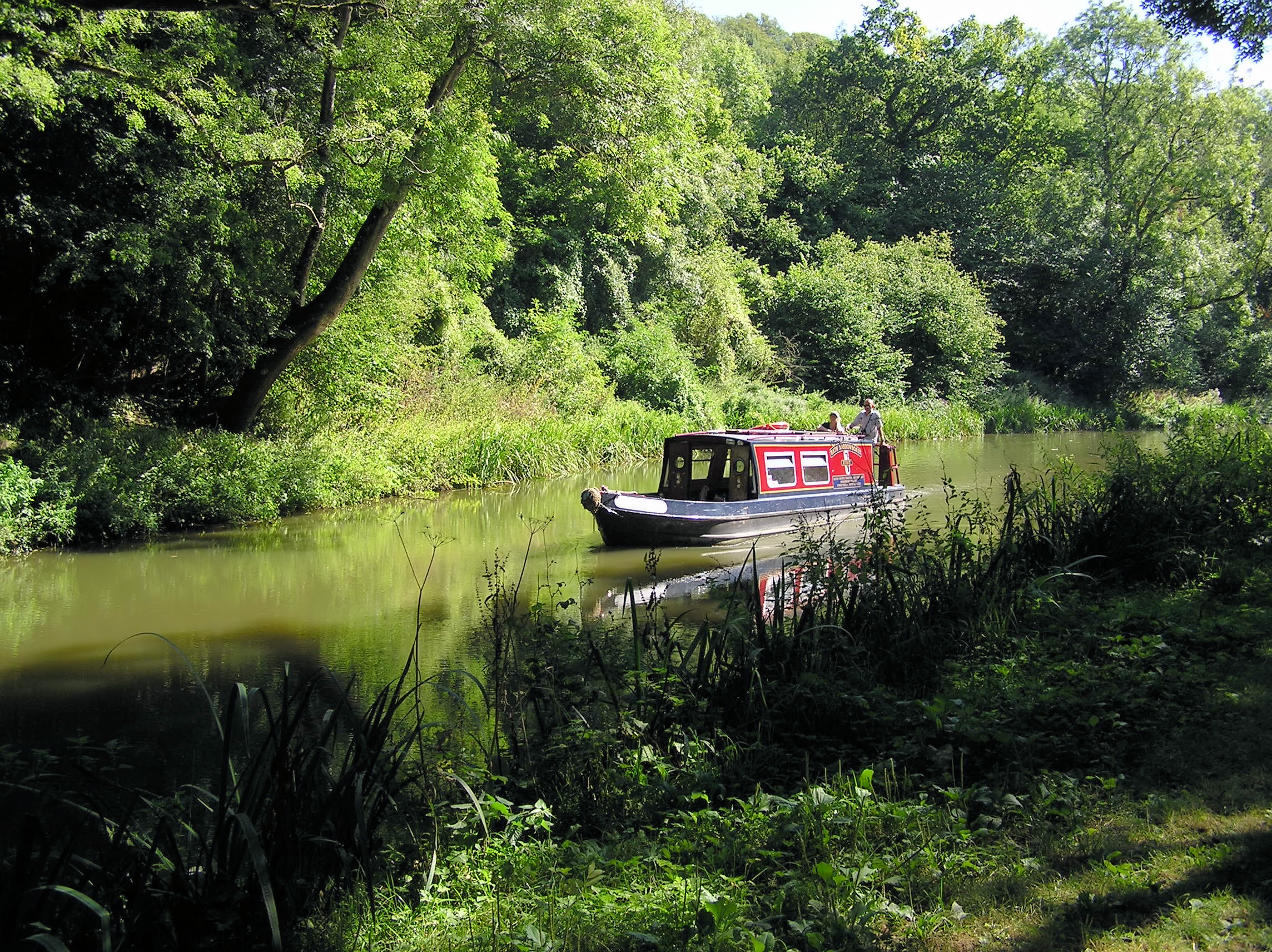
ウィルトシャー州ダンダス・アキダクト近くのケネット&エイヴォン運河

地方自治体は、整備されて利用が多くなった運河が町や沿岸のパブに客を動員するのを目の当たりにして（ボートに乗る者だけではなく運河沿いでボートを見るのを楽しむ者もいた）、沿岸を整備して修復されたことを知らせるようになった。人々の運河への興味が再興した結果として、新しいルートの建設さえも行われており、船舶が運航できる川と既存の運河を繋ぐ形で、21世紀初の運河建設であるフェンス運河リンク（Fens Waterways Link）も施工中である。壮大なアンダートン・ボート・リフト（Anderton Boat Lift）の修理やファルカーク・ホイールの建設といった大プロジェクトはEUやミレニアム・ファンド（イギリスの国営宝くじの収益から創設された基金）からの投資を惹きつけた。

## 現在の状況

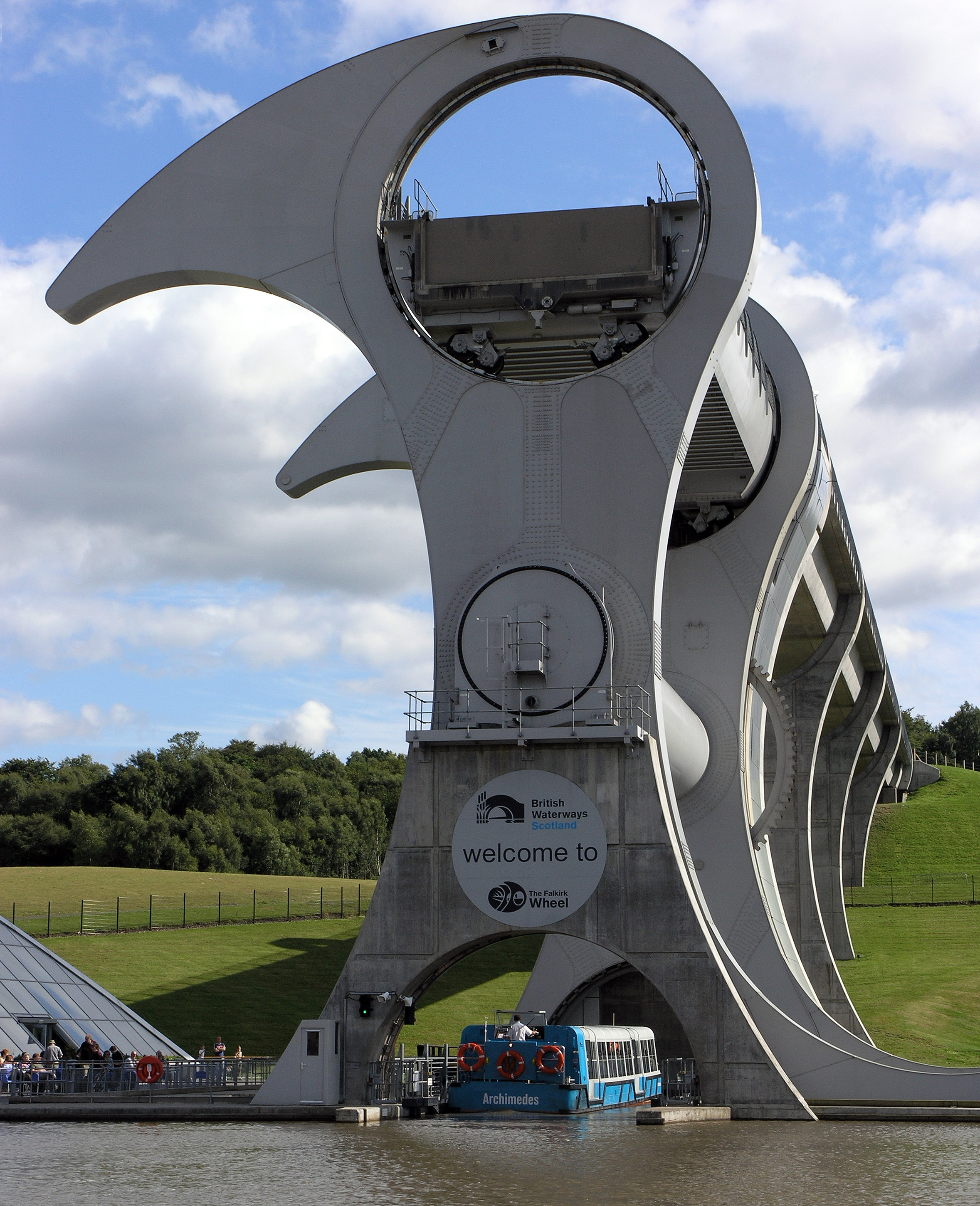
ファルカーク・ホイール

現在、数千マイルもの船舶運河がグレートブリテン島中を巡っている。ほとんどの運河はイングランド-ウェールズ間のネットワークに含まれており、バースからロンドン、リバプールからグール、ランカスターからリポン、アイルランド海や北海に連絡するもの、ハンバー川・テムズ川・マージー川・セヴァーン川・リブル川の各河口に連絡するものなどがある。このネットワークはすべて長さ56フィート（約17.1メートル）以下のナロウボート（幅7フィート：約2.1メートル）で運航可能である。主要ネットワークとは繋がらない独立したルートも存在する（ファルカーク・ホイール経由のグラスゴー - エジンバラ間航路、ネス湖経由のインヴァネス-フォート・ウィリアム間航路など）。
内陸水運協会のキャンペーンの取り組みは、イギリスの内陸水運ネットワークの約半分を統括するイギリス水路庁にすべての閉鎖運河を開放させることが目標であった。2005年5月、タイム誌は、イギリス水路庁はゴミを処分場まで大量輸送して、イギリスの運河ネットワーク上を運航する貨物船を2010年までに現在の4倍の600万トンまで増やそうと考えていると報じた。
ほとんどのイギリス運河での制限速度は時速4マイル（約6.4km）。大きめの運河では時速6マイル（約9.7km）のところもある。イギリス水路庁管轄の運河では、速度はノット等の水上の基準よりも陸上の基準が適用される。